# Jeune Ariane
La Jeune Ariane est une réplique de cotre-pilote du Croisic, du XIXe siècle. la René Joseph.

Son port d'attache actuel est Le Croisic en Loire-Atlantique....
Il porte la marque sur sa grand-voile TS 329 (TS pour Tall Ship).

## Histoire
Il est un des premiers voiliers traditionnels à avoir été construits avant le retour des bateaux traditionnels. Il a été construit en 1977 au chantier Servain de Granville dans la Manche.
Il a déjà beaucoup navigué en croisière et en bateau-école ; il a aussi participé à de nombreux Tall Ships' Races comme l'idendique son marquage de voile.
Basé désormais au Croisic il propose des sorties en mer.
Il a participé à différentes éditions des Fêtes maritimes de Brest dont Brest 2008 et Les Tonnerres de Brest 2012.